# Canthon inusitatus
Canthon inusitatus är en skalbaggsart som beskrevs av Kohlmann och M. Alma Solis 2006. Canthon inusitatus ingår i släktet Canthon och familjen bladhorningar. Inga underarter finns listade.